# Neukirchen (Frisia)
Neukirchen (en bajo alemán: Niekarken; en frisón septentrional: Naischöspel; en danés: Nykirke) es un municipio situado en el distrito de Frisia Septentrional, en el estado federado de Schleswig-Holstein (Alemania), con una población a finales de 2016 de unos 1137 habitantes.
Se encuentra ubicado al noroeste del estado, cerca de la costa del mar del Norte y de la frontera con Dinamarca.

## Geografía

### Situación geográfica
El municipio de Neukirchen se encuentra al norte de la marisma de Frisia del Norte, en la región histórica de Wiedingharde, que en la época medieval formaba parte del llamado paisaje de Uthlande. A poca distancia al norte, el río Wiedau (en danés: Vidå) pasa junto al término municipal y desemboca al noroeste en el Hoyer de Schleswig Septentrional (en danés: Højer) en la zona del mar de Wadden del Parque Nacional danés de Vadehavet.

### Distritos
La estructura de población de Neukirchen es extremadamente rural. Además del pueblo homónimo, el municipio comprende un gran número de pequeños grupos de casas y asentamientos de granjas. El más conocido es Seebüll, donde vivió y trabajó el pintor Emil Nolde. Otros núcleos de casas de campo son Hesbüll, Beim Siel, Nordosterdeich y Süderdeich.